# Жабин, Николай Иванович
Николай Иванович Жабин (19 сентября 1899 — 14 июля 1953) — генерал-майор ВС СССР, начальник 1-го Ульяновского бронетанкового училища в 1930—1934 годах.

## Биография

### Ранние годы
Уроженец Балашова. Сирота, работал с 13-летнего возраста по найму. Член ВКП(б) с 7 ноября 1917 года, в рядах РККА с 25 октября 1918 года. Участник Гражданской войны в России с февраля 1918 по август 1920 годов. Учился в Военной академии имени Фрунзе, до 1923 года был членом бюро и секретарём партийной организации при академии. По воспоминаниям Александра Черепанова, Жабин был его сослуживцем и однокурсником, а также подбирал военных советников для Национально-революционной армии Китайской Республики.
Жабин занимал пост начальника 1-го Ульяновского бронетанкового училища в 1930—1934 годах, позже был начальником отдела военной подготовки командного состава запаса штаба Харьковского военного округа. Звание комбрига присвоено 26 ноября 1935 года. Был начальником Харьковской школы червонных старшин.

### Репрессии
В сентябре 1937 года против комбрига Жабина возбудили дело на основании некоего доноса: хотя обвинения были сняты, против Жабина продолжали поступать доносы, а арестованные лица давали показания якобы о его преступной деятельности. 8 сентября 1938 года его всё же уволили в запас по политическому недоверию и исключили из партии с формулировкой «за связь с врагами народа и очковтирательство». Жабин отправился в Москву, чтобы подать ходатайства о неправомерности исключения из партии, однако 1 октября 1938 года после возвращения из столицы был арестован.
Жабину предъявили обвинения по статье 54 УК СССР, а именно по пунктам 1 «б», 7, 8 и 11 — в участии в контрреволюционном военно-фашистском заговоре, в осуществлении вредительской деятельности в Харьковской школе червонных старшин и антисоветской агитации. Следствие вели сотрудники особого отдела ХВО: Жабина избивали на допросах, однако он не признавал себя виновным, говоря только о служебных отношениях с арестованными сотрудниками штаба Харьковского военного округа и командирами соединений. 15 сентября 1939 года военный трибунал отправил дело на доследование в прокуратуру округа, но Жабин настаивал на своей невиновности, отправив 2 октября 1939 года письмо К. Е. Ворошилову. В итоге 15 февраля 1940 года уголовное дело прекратили, а Жабин был восстановлен в рядах РККА и назначен старшим преподавателем Академии Генерального штаба имени Ворошилова.

### Последующие годы
На фронт Великой Отечественной войны не выезжал, занимался подготовкой кадрового состава Красной Армии во время войны (ряд выпущенных им офицеров отличились на полях сражений Великой Отечественной). Генерал-майор с 27 января 1943 года. Похоронен в Москве на Введенском кладбище.

## Награды
- Орден Ленина (21 февраля 1945) — за долголетнюю и безупречную службу в Красной Армии[8]
- Орден Красного Знамени
  - 3 ноября 1944 — за долголетнюю и безупречную службу в Красной Армии[9]
  - 6 ноября 1947[10]
- Орден Красной Звезды (22 февраля 1944) — за достигнутые успехи в деле подготовки общевойсковых офицерских кадров[4]
- Орден Отечественной войны I степени (23 апреля 1945) — за достигнутые успехи в деле подготовки генеральских и офицерских кадров Красной Армии[5][a]
- Медаль «XX лет РККА»[2][4][b]
- Медаль «За победу над Германией в Великой Отечественной войне 1941—1945 гг.» (23 июня 1945)[11]
- иные медали[1][2]

## Комментарии
1. ↑  Представлен к ордену Кутузова II степени[5]
2. ↑  По словам Николая Семёновича Черушева, медаль «своевременно не была вручена»[3]